# Califfato mondiale
Per califfato mondiale s'intende un unico governo mondiale islamico, concetto sostenuto in particolare da Abu Bakr al-Baghdadi, leader del gruppo integralista Stato Islamico di Iraq e del Levante (ISIL). L'8 aprile 2006, il giornale in lingua inglese Daily Times del Pakistan diede la notizia che, ad un raduno tenutosi ad Islamabad, l'organizzazione militante Sipah-e-Sahaba Pakistan sollecitò la formazione di un califfato mondiale, che doveva iniziare dal Pakistan. Nel 2014, Baghdadi si attribuì il successo nella creazione di un califfato mondiale.
Hizb ut-Tahrir, un'organizzazione politica panislamica, crede che tutti i musulmani dovrebbero universi in un califfato mondiale che "sfiderà e, infine, conquisterà l'Occidente." Dato che gli estremisti spesso commettono atti di violenza nel perseguimento di questo obiettivo, esso non ha molto richiamo tra un pubblico più vasto. La giornalista libanese Brigitte Gabriel sostiene che l'obiettivo di un califfato mondiale è al centro delle imprese dell'Islam radicale.

## Storia
Nel corso del tempo, vari storici e studiosi hanno avuto idee divergenti sulle origini di questo concetto. Un punto di vista è espresso nel libro del 2007 dal titolo Islamic Imperialism: A History (Imperialismo islamico: una storia), nel quale lo storico Efraim Karsh, esperto di studi mediorientali, così illustra la sua opinione circa l'origine del concetto: